# Belorusija na Svetovnem prvenstvu v hokeju na ledu 2009
Belorusija na Svetovnem prvenstvu v hokeju na ledu 2009 ED, ki je potekalo med 24. aprilom in 10. majem 2009 v švicarskih mestih Bern in Kloten. 

## Postava
- Selektor: Glen Hanlon (pomočniki: David Lewis, Eduard Zankovec in Vladimir Ciplakov)
- Vratarji: Vitali Koval, Andrei Mezin, Igor Brikun
- Branilci: Ivan Usenko, Aleksander Makricki, Aleksander Rjadinski, Vladimir Denisov, Ruslan Salei, Andrei Baško, Viktor Kostjučenok, Andrei Antonov
- Napadalci: Andrei Mihalev, Oleg Antonenko, Aleksander Kulakov, Jevgenij Koviršin, Mihail Stefanovič, Aleksei Ugarov, Dmitri Meleško, Andrei Stas, Konstantin Kolcov (kapetan), Sergei Demagin, Jaroslav Čupris, Aleksei Kaljužni, Mihail Grabovski

## Tekme

### Skupinski del
| 24. april 2009 | Belorusija | 1 – 6 | Kanada | Schluefweg, Kloten |

| Poročilo tekme | Poročilo tekme     | Poročilo tekme         | Poročilo tekme                                                                                            | Poročilo tekme                                            |
| -------------- | ------------------ | ---------------------- | --- | --------------------------------------------------------- |
| Začetek: 16:15 | M. Grabovski 52:44 | ( 0 – 2, 0 – 0, 1 – 4) | 01:05 S. Stamkos 14:29 (PP1) S. Stamkos 44:27 J. Spezza 46:01 M. Fisher 50:44 D. Heatley 54:05 D. Heatley | Gledalci: 5.232 Sodnika: Sami Partanen Sodnika: Jyri Rönn |

| 26. april 2009 | Slovaška | 1 – 2 (PS) | Belorusija | Schluefweg, Kloten |

| Poročilo tekme | Poročilo tekme | Poročilo tekme                       | Poročilo tekme                         | Poročilo tekme                                                     |
| -------------- | -------------- | ------------------------------------ | -------------------------------------- | ------------------------------------------------------------------ |
| Začetek: 16:15 | M. Hossa 57:06 | ( 0 – 0, 0 – 1, 1 – 0, 0 - 0, 0 - 1) | 33:17 A. Stas 65:00 (GWG) O. Antonenko | Gledalci: 5.256 Sodnika: Vjačeslav Bulanov Sodnika: Rafail Kadirov |

| 28. april 2009 | Madžarska | 1 – 3 | Belorusija | Schluefweg, Kloten |

| Poročilo tekme | Poročilo tekme   | Poročilo tekme         | Poročilo tekme                                                   | Poročilo tekme                                             |
| -------------- | ---------------- | ---------------------- | ---------------------------------------------------------------- | ---------------------------------------------------------- |
| Začetek: 16:15 | I. Pererdi 25:14 | ( 0 – 1, 1 – 0, 0 - 2) | 03:18 (PP1) A. Kaliuhniz 54:25 A. Ugarov 59:10 (EN) M. Grabovski | Gledalci: 4.710 Sodnika: Ole Hansen Sodnika: Danny Kurmann |

### Kvalifikacijski krog
| 30. april 2009 | Belorusija | 3 – 2 (OT) | Norveška | Schluefweg, Kloten |

| Poročilo tekme | Poročilo tekme                                                | Poročilo tekme                | Poročilo tekme                         | Poročilo tekme                                                    |
| -------------- | ------------------------------------------------------------- | ----------------------------- | -------------------------------------- | ----------------------------------------------------------------- |
| Začetek: 16:15 | A. Ugarov (PP1) 22:45 M. Grabovski (PP1) 41:51 R. Salei 64:35 | ( 0 – 1, 1 – 1, 1 – 0, 1 - 0) | 06:15 P. Thoresen 20:38 (PP1) M. Trygg | Gledalci: 3.374 Sodnika: Daniel Piechaczek Sodnika: Thomas Sterns |

| 2. maj 2009 | Finska | 1 – 2 (PS) | Belorusija | Schluefweg, Kloten |

| Poročilo tekme | Poročilo tekme         | Poročilo tekme                       | Poročilo tekme                            | Poročilo tekme                                                    |
| -------------- | ---------------------- | ------------------------------------ | ----------------------------------------- | ----------------------------------------------------------------- |
| Začetek: 20:15 | J. Niskala (PP1) 33:22 | ( 0 – 1, 1 – 0, 0 – 0, 0 - 0, 0 - 1) | 00:05 S. Demagin 65:00 (GWS) O. Antonenko | Gledalci: 5.621 Sodnika: Danny Kurmann Sodnika: Marcus Vinnerborg |

| 3. maj 2009 | Belorusija | 0 – 3 | Češka | Schluefweg, Kloten |

| Poročilo tekme | Poročilo tekme | Poročilo tekme         | Poročilo tekme                                               | Poročilo tekme                                                    |
| -------------- | -------------- | ---------------------- | ------------------------------------------------------------ | ----------------------------------------------------------------- |
| Začetek: 20:15 |                | ( 0 – 0, 0 – 2, 0 – 1) | 30:02 (SH1) P. Čajánek 39:03 (PP1) P. Eliáš 55:52 P. Čajánek | Gledalci: 3.495 Sodnika: Danny Kurmann Sodnika: Daniel Piechaczek |

### Četrtfinale
| 6. maj 2009 | Rusija | 4 – 3 | Belorusija | PostFinance Arena, Bern |

| Poročilo tekme | Poročilo tekme                                                      | Poročilo tekme         | Poročilo tekme                                                | Poročilo tekme                                            |
| -------------- | ------------------------------------------------------------------- | ---------------------- | ------------------------------------------------------------- | --------------------------------------------------------- |
| Začetek: 16:15 | V. Proškin 25:18 V. Atjušov 36:39 A. Frolov 37:02 I. Kovalčuk 47:22 | ( 0 – 0, 3 – 3, 1 – 0) | 22:39 (PP1) K. Kolcov 33:52 O. Antonenko 39:22 (PP2) R. Salei | Gledalci: 8.337 Sodnika: Jyri Rönn Sodnika: Derek Zalaski |

## Seznam reprezentantov s statistiko

### Vratarji
| #  | Igralec      | OT | OMIN | PG | PGT  | KM | PPPG | PSHG |
| 1  | Vitali Koval | 7  | 120  | 9  | 4,5  | 2  | 2    | 1    |
| 31 | Andrei Mezin | 6  | 314  | 9  | 1,72 | 0  | 2    | 0    |
| 35 | Igor Brikun  | 1  | 0    | 0  | 0    | 0  | 0    | 0    |
| -- | ------------ | -- | ---- | -- | ---- | -- | ---- | ---- |

### Drsalci
| #  | Igralec              | OT | DG | DA | TOČ | DGT  | DAT  | DPPG | DPPGT | DSHG | DSHGT | KM |
| 3  | Ivan Usenko          | 7  | 0  | 0  | 0   | 0    | 0    | 0    | 0     | 0    | 0     | 0  |
| 4  | Aleksander Makricki  | 1  | 0  | 0  | 0   | 0    | 0    | 0    | 0     | 0    | 0     | 0  |
| 5  | Aleksander Rjadinski | 7  | 0  | 0  | 0   | 0    | 0    | 0    | 0     | 0    | 0     | 8  |
| 7  | Vladimir Denisov     | 5  | 0  | 0  | 0   | 0    | 0    | 0    | 0     | 0    | 0     | 6  |
| 8  | Andrei Mikhalev      | 7  | 0  | 0  | 0   | 0    | 0    | 0    | 0     | 0    | 0     | 2  |
| 10 | Oleg Antonenko       | 7  | 3  | 3  | 6   | 0,43 | 0,43 | 0    | 0     | 0    | 0     | 2  |
| 11 | Aleksander Kulakov   | 7  | 0  | 0  | 0   | 0    | 0    | 0    | 0     | 0    | 0     | 2  |
| 15 | Jevgenij Koviršin    | 7  | 0  | 0  | 0   | 0    | 0    | 0    | 0     | 0    | 0     | 4  |
| 16 | Mikhail Stefanovič   | 4  | 0  | 0  | 0   | 0    | 0    | 0    | 0     | 0    | 0     | 0  |
| 18 | Aleksei Ugarov       | 7  | 2  | 0  | 2   | 0,29 | 0    | 1    | 0,14  | 0    | 0     | 2  |
| 19 | Dmitri Meleško       | 3  | 0  | 0  | 0   | 0    | 0    | 0    | 0     | 0    | 0     | 4  |
| 23 | Andrei Stas          | 7  | 1  | 0  | 1   | 0,14 | 0    | 0    | 0     | 0    | 0     | 6  |
| 24 | Ruslan Salei         | 6  | 2  | 3  | 5   | 0,33 | 0,5  | 1    | 0,17  | 0    | 0     | 6  |
| 28 | Konstantin Kolcov    | 5  | 1  | 0  | 1   | 0,2  | 0    | 1    | 0,2   | 0    | 0     | 2  |
| 29 | Andrei Baško         | 7  | 0  | 1  | 1   | 0    | 0,14 | 0    | 0     | 0    | 0     | 2  |
| 43 | Viktor Kostjučenok   | 7  | 0  | 0  | 0   | 0    | 0    | 0    | 0     | 0    | 0     | 10 |
| 59 | Sergei Demagin       | 7  | 1  | 1  | 2   | 0,14 | 0,14 | 0    | 0     | 0    | 0     | 4  |
| 68 | Jaroslav Čupris      | 7  | 0  | 1  | 1   | 0    | 0,14 | 0    | 0     | 0    | 0     | 0  |
| 71 | Aleksei Kaljužni     | 5  | 1  | 5  | 6   | 0,2  | 1    | 1    | 0,2   | 0    | 0     | 0  |
| 84 | Mihail Grabovski     | 7  | 3  | 6  | 9   | 0,43 | 0,66 | 1    | 0,14  | 0    | 0     | 2  |
| 85 | Andrei Antonov       | 7  | 0  | 0  | 0   | 0    | 0    | 0    | 0     | 0    | 0     | 2  |
| 89 | Dmitri Korobov       | 3  | 0  | 0  | 0   | 0    | 0    | 0    | 0     | 0    | 0     | 0  |
| -- | -------------------- | -- | -- | -- | --- | ---- | ---- | ---- | ----- | ---- | ----- | -- |